# Шампионат Кариба 1979.
Шампионат Кариба 1979. је било друго издање овог фудбалског турнира на репрезентативном нивоу који је организовала Карипска фудбалска унија и на њему је учествовало 12 националних тимова са Кариба, укључујући по први пут Кубу, Сан Винсент и Гренадине , Гренаду, Доминику и Свети Китс и Невис. Финални део шампионата је одржан у Суринаму између 11. и 18. новембра 1979. Хаити однео титулу након победе у све три утакмице финалног дела.

## Квалификације

### Прва коло
Ово су само познати резултати, може бити више мечева (с обзиром да су се информације о репрезентацији Сент Винсент и Гренадини појавили у другом колу али не и у првом колу).
| Јамајка | 2 : 1 | Сент Китс и Невис |
| ------- | ----- | ----------------- |
|         |       |                   |

| Сент Китс и Невис | 1 : 2 | Јамајка |
| ----------------- | ----- | ------- |
|                   |       |         |

| [[Фудбалска репрезентација Мартиника {{{altlink2}}}\|Мартиник]] | 0 : 0 | Гваделуп |
| --------------------------------------------------------------- | ----- | -------- |
|                                                                 |       |          |

| Гваделуп | 0 : 1 | Мартиник |
| -------- | ----- | -------- |
|          |       |          |

| Хаити | 1 : 0 | Антигва и Барбуда |
| ----- | ----- | ----------------- |
|       |       |                   |

| Антигва и Барбуда | 0 : 1 | Хаити |
| ----------------- | ----- | ----- |
|                   |       |       |

| Гренада | 0 : 1 | Тринидад и Тобаго |
| ------- | ----- | ----------------- |
|         |       |                   |

| Тринидад и Тобаго | 2 : 1 | Гренада |
| ----------------- | ----- | ------- |
|                   |       |         |

### Друго коло
| Хаити | 3 : 0 | Јамајка |
| ----- | ----- | ------- |
|       |       |         |

| Јамајка | 0 : 4 | Хаити |
| ------- | ----- | ----- |
|         |       |       |

Хаити се пласирао у финале
| [[Фудбалска репрезентација Мартиника {{{altlink2}}}\|Мартиник]] | 2 : 2 | Сент Винсент и Гренадини |
| --------------------------------------------------------------- | ----- | ------------------------ |
|                                                                 |       |                          |

| Сент Винсент и Гренадини | 1 : 0 | Мартиник |
| ------------------------ | ----- | -------- |
|                          |       |          |

Сент Винсент и Гренадини су се пласирали у финале
- У финале су се квалификовали и Тринидад и Тобаго, непознато је да ли је победила противника или добила слободан пролаз.

## Финални турнир
Последња фаза је одржана у граду Парамарибо, Суринам.
| Репрезентација           | Ута | Поб | Нер | Изг | ГД | ГП | ГР | Бод |
| ------------------------ | --- | --- | --- | --- | -- | -- | -- | --- |
| Хаити                    | 3   | 3   | 0   | 0   | 4  | 1  | +3 | 6   |
| Сент Винсент и Гренадини | 3   | 2   | 0   | 1   | 6  | 5  | +1 | 4   |
| Суринам                  | 3   | 1   | 0   | 2   | 5  | 4  | +1 | 2   |
| Тринидад и Тобаго        | 3   | 0   | 0   | 3   | 1  | 6  | –5 | 0   |

| Хаити | 1 : 0 | Тринидад и Тобаго |
| ----- | ----- | ----------------- |
|       |       |                   |

| Суринам | 2 : 3 | Сент Винсент и Гренадини |
| ------- | ----- | ------------------------ |
|         |       |                          |

| Хаити | 2 : 1 | Сент Винсент и Гренадини |
| ----- | ----- | ------------------------ |
|       |       |                          |

| Суринам | 3 : 0 | Тринидад и Тобаго |
| ------- | ----- | ----------------- |
|         |       |                   |

| Сент Винсент и Гренадини | 2 : 1 | Тринидад и Тобаго |
| ------------------------ | ----- | ----------------- |
|                          |       |                   |

| Хаити | 1 : 0 | Суринам |
| ----- | ----- | ------- |
|       |       |         |

| Најбољи играч | Победник Шампионата Кариба 1979. Хаити 1° титула | Најбољи стрелац |